# Кравченко Микола Іванович (агроном)
Микола Іванович Кравченко (13 грудня 1924, село Стадня, тепер Лубенського району Полтавської області — 8 серпня 1997, місто Миргород Полтавської області) — український радянський діяч, голова колгоспу «Україна» Лубенського району Полтавської області. Герой Соціалістичної Праці (23.06.1966). Депутат Верховної Ради СРСР 6—7-го скликань.

## Біографія
Народився в селянській родині. З вересня 1943 по вересень 1944 року працював на молочнотоварній фермі колгоспу «Жовтень» Лубенського району Полтавської області.
У 1947 році закінчив Липкуватівський сільськогосподарський технікум Харківської області.
У 1947—1949 роках — агроном колгоспу «Жовтень» Лубенського району Полтавської області.
Член ВКП(б) з 1949 року.
У 1949—1950 роках — голова колгоспу «Жовтень» Лубенського району Полтавської області. У 1950—1974 роках — голова укрупненого колгоспу «Україна» Лубенського району Полтавської області.
У 1956 році заочно закінчив Українську сільськогосподарську академію.
Звання Героя Соціалістичної Праці присвоєно Указом Президії Верховної Ради СРСР від 23 червня 1966 року за успіхи, досягнуті в збільшенні виробництва і заготівель пшениці, жита, гречки, проса, рису, кукурудзи та інших зернових і кормових культур.
У січні 1974—1978 роках — головний агроном колгоспу «Ленінський шлях» Миргородського району Полтавської області.
З 1978 року — завідувач теплиці колгоспу імені Ворошилова Миргородського району Полтавської області.
Потім — на пенсії в місті Миргороді Полтавської області.

## Нагороди
- Герой Соціалістичної Праці (23.06.1966)
- орден Леніна (23.06.1966)
- ордени
- медалі